# 高速公路電子收費系統 (臺灣)

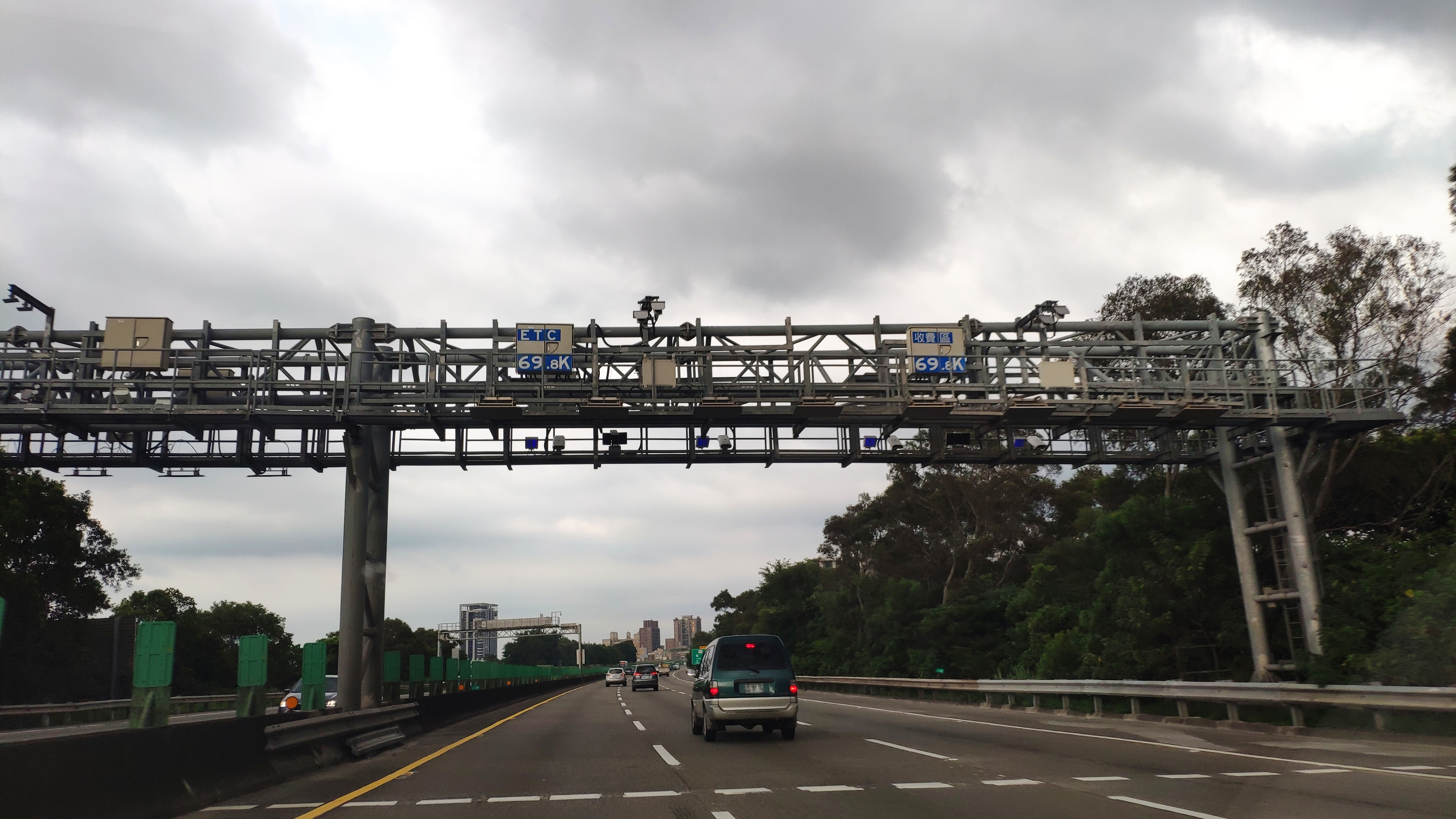
收費門架

高速公路電子收費系統（英語：Electronic Toll Collection，簡稱ETC）是中華民國國道目前在臺灣唯一實施的電子道路收費系統，由交通部高速公路局以民間興建營運後轉移模式（BOT模式）委託遠通電收建置與維護，契約年期為18年4個月，2025年12月21日到期，2024年4月26日，委託遠通電收維護十年至2035年。
最初採計次電子收費服務（收費門架設於公路收費站），於2006年2月10日啟用；2014年1月2日改採用多車道自由流之計程電子收費服務（收費門架設於交流道間的主線車道），目前實施路段包括國道1號（含汐五高架及五楊高架）、國道3號、國道3號甲線、國道5號。

## 歷史
第一代系統
高速公路局自1997年起研究電子收費系統的可行性，並在1998年底到2001年初，委託中華電信在北二高的樹林收費站、龍潭收費站兩處試辦電子收費，使用奧地利公司EFKON的紅外線系統。
第二代系統
2004年高速公路局將國道電子收費系統以BOT模式委外建置，最終由遠東集團為首的競標聯盟得標，實際營運則由遠東聯盟成立的遠通電收負責，也是使用奧地利公司EFKON的紅外線系統。
使用者需要在車上安裝車上單元，使用者必須另外向遠通電收購買e通卡並儲值一定之金額，OBU必須插入e通卡方能使用；在通過收費站時讓收費門架自動扣款，如果OBU的電池電量不足，則收費站自動啟動拍照存檔，做為日後提醒裝機用補繳通行費。
由於2006年啟用後轉換率不高（與政府立約要達成65%的使用率，然而只有四成安裝率）；在期限逼近，所面臨合約中使用率不足將承擔巨大罰款下，被第三代RFID無線射頻辨識系統所取代。
通過收費站ETC專用通道時速限為50－70公里。
第三代系統（現行）

eTag標誌

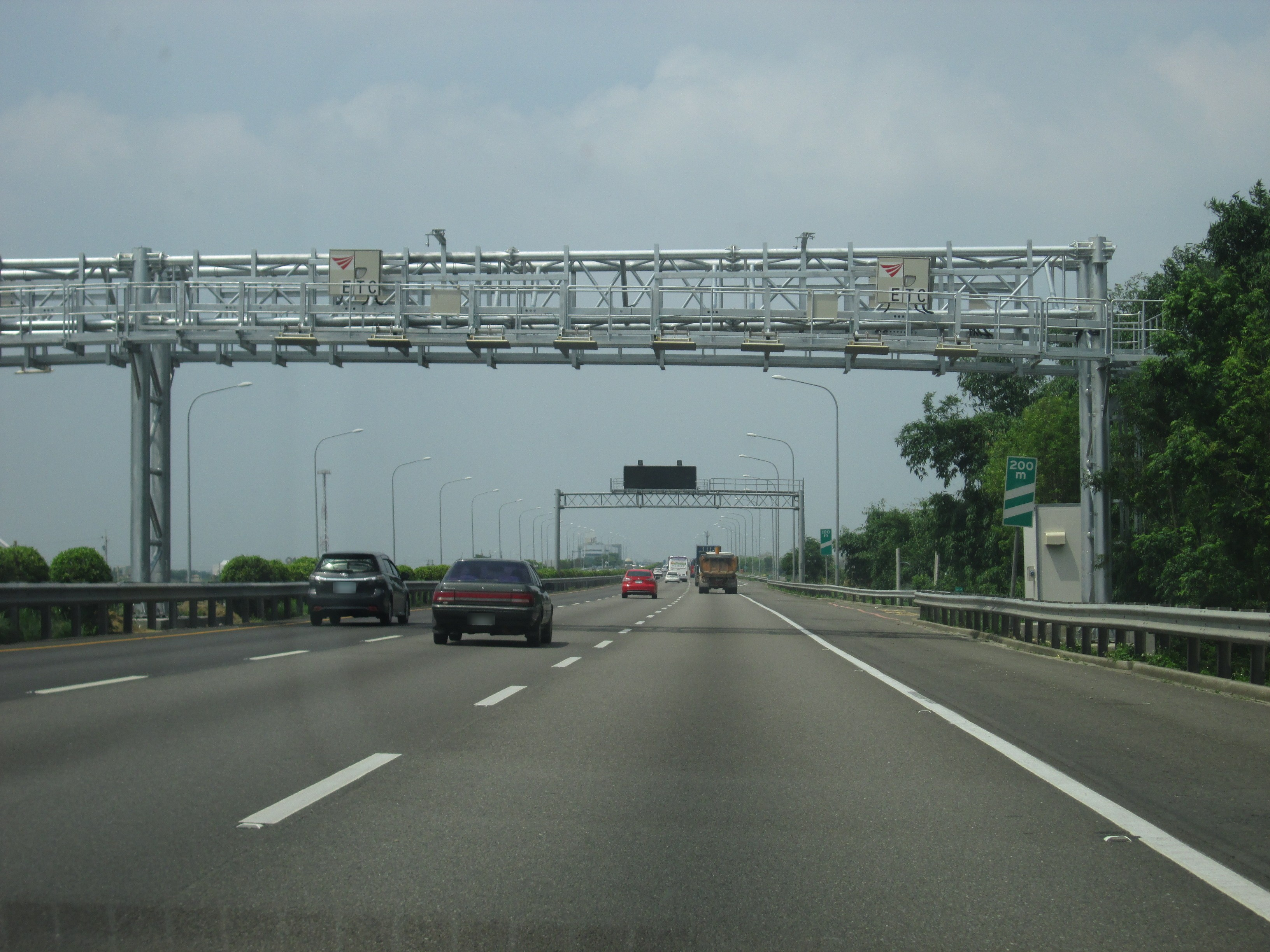
台灣高速公路ETC系統所使用之第三代系統（現行）eTag 收費門架

採用無線射頻辨識（RFID）系統，於2011年9月開始以首次安裝免費的方式推廣試用。有別於前套系統的OBU，使用者改為在車上黏貼電子標籤（eTag），收費門架則配合國道轉換為計程收費，改為安裝在交流道前後的主線車道上，這種設計比國際慣用在交流道出入口設置的方式精簡許多。此套系統已於2012年後開始全面使用。
電子標籤為被動RFID標籤貼紙，由收費單元判讀。一車一片且撕下即失效，以防止標籤失竊被冒用。車輛過戶時，原車主可申請退費停用，再由新車主註冊使用。若貼紙未損壞可直接沿用。(汽機車可用的電子標籤範例 （页面存档备份，存于）)
2013年遠東集團曾進行測試，以一輛保時捷用時速180公里通過收費門架，並通過不同天候狀況的的實測，均能在0.02秒完成收費，遠東表示根據合約規定，從0-180公里時速都能夠正確感應。

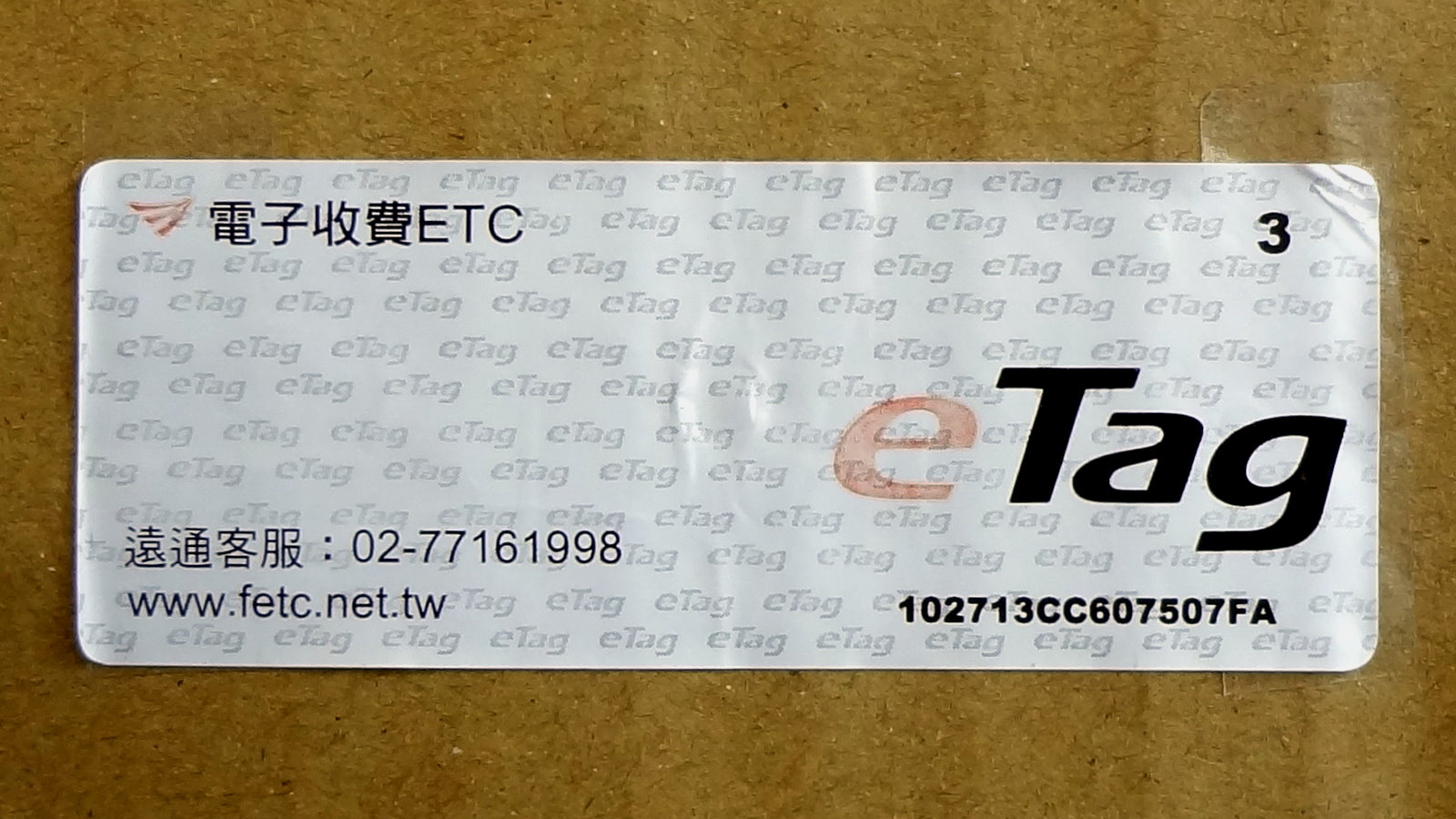
eTag前擋玻璃型
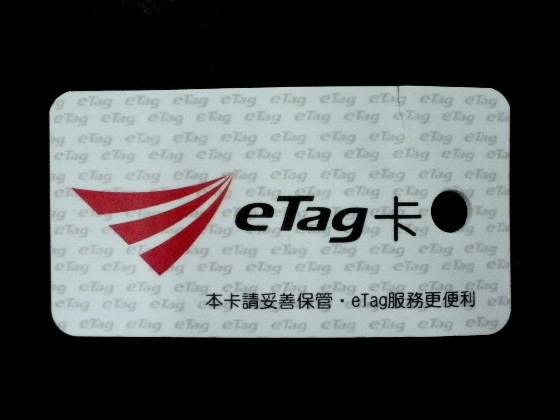
eTag的儲值輔助工具eTag卡正面
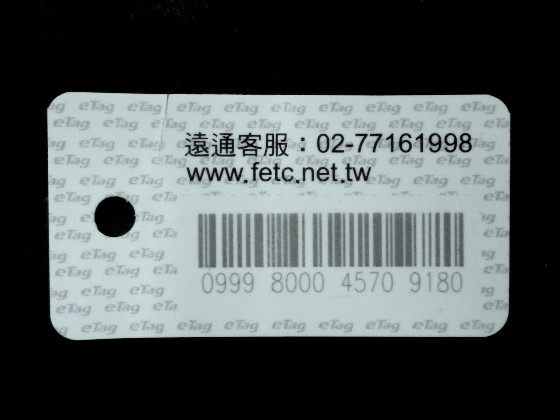
eTag的儲值輔助工具eTag卡背面

## 收費門架

### 中山高速公路（國道一號）
共設有148個門架偵測點，南下北上各74個。各站門架牌價詳細如下：
| 區段                                 | 北上閘門所在地  | 南下閘門所在地  | 門架牌價 | 門架里程 |
| ------------------------------------ | --------------- | --------------- | -------- | -------- |
| 基隆端－基隆                         | 北上0.5公里處   | 南下0.5公里處   | $1.3     | 1.1公里  |
| 基隆－八堵                           | 北上1.7公里處   | 南下1.7公里處   | $1.4     | 1.2公里  |
| 八堵－大華系統                       | 北上2.9公里處   | 南下2.9公里處   | $3.3     | 2.8公里  |
| 大華系統－五堵                       | 北上6.1公里處   | 南下6.1公里處   | $2.1     | 1.8公里  |
| 五堵－汐止                           | 北上9.9公里處   | 南下9.9公里處   | $4.4     | 3.7公里  |
| 汐止－汐止系統                       | -               | -               | $0.0     | 0.9公里  |
| 汐止系統－東湖                       | 北上14.7公里處  | 南下14.7公里處  | $4.4     | 3.7公里  |
| 東湖－內湖                           | 北上15.5公里處  | 南下15.5公里處  | $2.5     | 2.1公里  |
| 內湖－圓山                           | 北上21.3公里處  | 南下18.2公里處  | $7.0     | 5.9公里  |
| 圓山－台北                           | 北上23.3公里處  | 南下24.8公里處  | $2.5     | 2.1公里  |
| 台北－三重                           | 北上25.6公里處  | 南下26.4公里處  | $2.4     | 2.0公里  |
| 三重－五股                           | 北上29.3公里處  | 南下29.3公里處  | $7.0     | 5.9公里  |
| 五股－高公局                         | 北上33.9公里處  | 南下33.9公里處  | $1.6     | 1.4公里  |
| 高公局－林口（北）                   | 北上37.6公里處  | 南下37.6公里處  | $7.8     | 6.5公里  |
| 林口（北）－林口（南）               | 北上41.3公里處  | 南下41.3公里處  | $1.6     | 1.4公里  |
| 林口（南）－桃園（北）               | 北上46.7公里處  | 南下46.7公里處  | $8.1     | 6.8公里  |
| 桃園（北）－桃園（南）               | 北上49.2公里處  | 南下49.2公里處  | $1.3     | 1.1公里  |
| 桃園（南）－機場系統                 | 北上51.1公里處  | 南下51.1公里處  | $2.5     | 2.1公里  |
| 機場系統－中壢服務區                 | 北上53.2公里處  | 南下53.2公里處  | $3.4     | 2.9公里  |
| 中壢服務區－內壢                     | 北上56.2公里處  | 南下56.2公里處  | $2.6     | 2.2公里  |
| 內壢－中壢                           | 北上58.4公里處  | 南下57.8公里處  | $6.1     | 5.1公里  |
| 中壢－平鎮系統                       | 北上63.3公里處  | 南下63.3公里處  | $3.1     | 2.6公里  |
| 平鎮系統－幼獅                       | 北上66.4公里處  | 南下66.4公里處  | $2.7     | 2.3公里  |
| 幼獅－楊梅                           | 北上68.1公里處  | 南下68.1公里處  | $2.2     | 1.9公里  |
| 楊梅－校前路                         | 北上69.9公里處  | 南下69.9公里處  | $2.1     | 1.8公里  |
| 校前路－湖口                         | 北上75.0公里處  | 南下75.0公里處  | $15.3    | 12.8公里 |
| 湖口－竹北                           | 北上88.0公里處  | 南下88.0公里處  | $8.7     | 7.3公里  |
| 竹北－新竹（北）                     | 北上92.8公里處  | 南下92.8公里處  | $3.6     | 3.0公里  |
| 新竹（北）－新竹（南）               | 北上95.6公里處  | 南下95.0公里處  | $3.0     | 2.5公里  |
| 新竹（南）－新竹系統                 | 北上97.9公里處  | 南下98.0公里處  | $3.3     | 2.8公里  |
| 新竹系統－頭份                       | 北上104.5公里處 | 南下104.5公里處 | $13.2    | 11.0公里 |
| 頭份－頭屋                           | 北上112.3公里處 | 南下112.3公里處 | $18.1    | 15.1公里 |
| 頭屋－苗栗                           | 北上129.2公里處 | 南下129.2公里處 | $8.8     | 7.4公里  |
| 苗栗－銅鑼                           | 北上138.9公里處 | 南下138.9公里處 | $8.7     | 7.3公里  |
| 銅鑼－三義                           | 北上146.5公里處 | 南下146.5公里處 | $12.0    | 10.0公里 |
| 三義－后里                           | 北上157.2公里處 | 南下157.2公里處 | $12.6    | 10.5公里 |
| 后里－台中系統                       | 北上162.1公里處 | 南下162.1公里處 | $5.6     | 4.7公里  |
| 台中系統－豐原                       | 北上166.4公里處 | 南下166.4公里處 | $3.0     | 2.5公里  |
| 豐原－大雅                           | 北上169.9公里處 | 南下169.9公里處 | $7.4     | 6.2公里  |
| 大雅－台中                           | 北上177.4公里處 | 南下177.4公里處 | $5.2     | 4.4公里  |
| 台中－南屯                           | 北上180.2公里處 | 南下180.2公里處 | $3.3     | 2.8公里  |
| 南屯－王田                           | 北上183.9公里處 | 南下183.9公里處 | $9.8     | 8.2公里  |
| 王田－彰化系統                       | 北上190.6公里處 | 南下190.6公里處 | $3.7     | 3.1公里  |
| 彰化系統－彰化                       | 北上196.0公里處 | 南下196.0公里處 | $6.7     | 5.6公里  |
| 彰化－埔鹽系統                       | 北上201.1公里處 | 南下201.1公里處 | $10.9    | 9.1公里  |
| 埔鹽系統－員林                       | 北上208.9公里處 | 南下208.9公里處 | $4.0     | 3.4公里  |
| 員林－北斗                           | 北上215.6公里處 | 南下215.6公里處 | $10.9    | 9.1公里  |
| 北斗－西螺                           | 北上224.9公里處 | 南下224.9公里處 | $12.4    | 10.4公里 |
| 西螺－虎尾                           | 北上232.2公里處 | 南下232.2公里處 | $6.2     | 5.2公里  |
| 虎尾－斗南                           | 北上239.4公里處 | 南下239.4公里處 | $5.8     | 4.9公里  |
| 斗南－雲林系統                       | 北上242.5公里處 | 南下242.5公里處 | $3.8     | 3.2公里  |
| 雲林系統－大林                       | 北上248.3公里處 | 南下248.3公里處 | $7.8     | 6.5公里  |
| 大林－民雄                           | 北上251.4公里處 | 南下251.4公里處 | $8.2     | 6.9公里  |
| 民雄－嘉義                           | 北上260.3公里處 | 南下260.3公里處 | $8.5     | 7.1公里  |
| 嘉義－水上                           | 北上267.4公里處 | 南下267.4公里處 | $7.4     | 6.2公里  |
| 水上－嘉義系統                       | 北上271.4公里處 | 南下271.4公里處 | $3.0     | 2.5公里  |
| 嘉義系統－新營服務區                 | 北上282.7公里處 | 南下282.7公里處 | $13.5    | 11.3公里 |
| 新營服務區－新營                     | 北上286.6公里處 | 南下286.6公里處 | $5.0     | 4.2公里  |
| 新營－下營系統                       | 北上293.0公里處 | 南下293.0公里處 | $13.4    | 11.2公里 |
| 下營系統－麻豆                       | 北上301.9公里處 | 南下301.9公里處 | $4.9     | 4.1公里  |
| 麻豆－安定                           | 北上308.3公里處 | 南下308.3公里處 | $9.0     | 7.5公里  |
| 安定－台南系統                       | 北上312.6公里處 | 南下312.6公里處 | $5.1     | 4.3公里  |
| 台南系統－永康                       | 北上318.5公里處 | 南下318.5公里處 | $5.0     | 4.2公里  |
| 永康－大灣                           | 北上322.7公里處 | 南下322.7公里處 | $5.8     | 4.9公里  |
| 大灣－仁德                           | 北上325.2公里處 | 南下325.2公里處 | $3.4     | 2.9公里  |
| 仁德－仁德系統                       | 北上328.6公里處 | 南下328.6公里處 | $3.9     | 3.3公里  |
| 仁德系統－路竹                       | 北上336.6公里處 | 南下336.6公里處 | $9.1     | 7.6公里  |
| 路竹－高科                           | 北上339.8公里處 | 南下339.8公里處 | $4.9     | 4.1公里  |
| 高科－岡山                           | 北上346.0公里處 | 南下346.0公里處 | $8.4     | 7.0公里  |
| 岡山－楠梓（北）                     | 北上353.5公里處 | 南下353.5公里處 | $7.0     | 5.9公里  |
| 楠梓（北）－楠梓（南）               | 北上355.9公里處 | 南下356.1公里處 | $2.1     | 1.8公里  |
| 楠梓（南）－鼎金系統                 | 北上359.0公里處 | 南下359.0公里處 | $6.2     | 5.2公里  |
| 鼎金系統－高雄（北）                 | 北上364.0公里處 | 南下364.0公里處 | $5.1     | 4.3公里  |
| 高雄（北）－高雄（南）               | 北上367.6公里處 | 南下367.6公里處 | $1.4     | 1.2公里  |
| 高雄（南）－瑞隆路                   | -               | 南下368.6公里處 | $2.4     | 2.0公里  |
| 瑞隆路－五甲系統                     | 北上369.6公里處 | -               | $1.0     | 0.9公里  |
| 五甲系統－五甲                       | -               | -               | $0.0     | 0.9公里  |
| 五甲－高雄端（中山四路）             | -               | -               | $0.0     | 1.0公里  |
| 高雄端（中山四路）－高雄端（新生路） | 北上373.6公里處 | 南下373.6公里處 | $1.4     | 1.2公里  |

- 備註：南下若行經「瑞隆路」至「五甲系統」路段，因該路段交流道間距離小於1公里，故該路段不收費。

### 中山高速公路高架拓寬路段
共設有15個門架偵測點，南下7個，北上8個。各站門架牌價詳細如下：
| 區段                   | 北上閘門所在地 | 南下閘門所在地 | 門架牌價 | 門架里程 |
| ---------------------- | -------------- | -------------- | -------- | -------- |
| 汐止系統－堤頂         | 北上17.4公里處 | 南下16.3公里處 | $9.0     | 7.5公里  |
| 堤頂－下塔悠出口       | 北上20.0公里處 | 南下20.6公里處 | $2.0     | 1.7公里  |
| 下塔悠出口－環北       | 北上20.8公里處 | -              | $6.1     | 5.1公里  |
| 環北－五股轉接道       | 北上27.1公里處 | 南下30.5公里處 | $8.8     | 7.4公里  |
| 五股轉接道－泰山轉接道 | 北上33.3公里處 | 南下33.4公里處 | $1.6     | 1.4公里  |
| 泰山轉接道－機場系統   | 北上44.7公里處 | 南下44.7公里處 | $21.3    | 17.8公里 |
| 機場系統－中壢轉接道   | 北上57.9公里處 | 南下57.9公里處 | $12.2    | 10.2公里 |
| 中壢轉接道－校前路     | 北上60.8公里處 | 南下61.0公里處 | $10.2    | 8.5公里  |

- 備註：下塔悠出口僅有北上出口，故南下「堤頂」至「環北」路段，僅於南下20.6公里處設置門架偵測點。

### 福爾摩沙高速公路（國道三號）
共設有150個門架偵測點，南下北上各75個。各站門架牌價詳細如下：
| 區段                   | 北上閘門所在地  | 南下閘門所在地  | 門架牌價 | 門架里程 |
| ---------------------- | --------------- | --------------- | -------- | -------- |
| 基金－瑪東系統         | 北上2.1公里處   | 南下0.6公里處   | $2.7     | 2.3公里  |
| 瑪東系統－汐止系統     | 北上5.4公里處   | 南下8.7公里處   | $10.0    | 8.4公里  |
| 汐止系統－新台五路     | 北上11.6公里處  | 南下11.6公里處  | $2.5     | 2.1公里  |
| 新台五路－南港         | 北上14.0公里處  | 南下13.6公里處  | $2.0     | 1.7公里  |
| 南港－南港系統         | 北上15.0公里處  | 南下15.8公里處  | $1.4     | 1.2公里  |
| 南港系統－南深路       | -               | -               | $0.4     | 0.3公里  |
| 南深路－木柵           | 北上20.1公里處  | 南下20.1公里處  | $5.2     | 4.4公里  |
| 木柵－新店             | 北上21.7公里處  | 南下21.7公里處  | $7.5     | 6.3公里  |
| 新店－安坑             | 北上30.1公里處  | 南下30.1公里處  | $4.9     | 4.1公里  |
| 安坑－中和             | 北上33.8公里處  | 南下33.7公里處  | $5.7     | 4.8公里  |
| 中和－土城             | 北上39.4公里處  | 南下39.4公里處  | $8.0     | 6.7公里  |
| 土城－樹林             | 北上44.7公里處  | 南下44.7公里處  | $5.8     | 4.9公里  |
| 樹林－三鶯             | 北上49.8公里處  | 南下49.8公里處  | $3.9     | 3.3公里  |
| 三鶯－鶯歌系統         | 北上52.5公里處  | 南下52.5公里處  | $4.4     | 3.7公里  |
| 鶯歌系統－大溪         | 北上55.9公里處  | 南下55.9公里處  | $10.0    | 8.4公里  |
| 大溪－龍潭             | 北上64.8公里處  | 南下64.8公里處  | $6.6     | 5.5公里  |
| 龍潭－高原             | 北上69.8公里處  | 南下69.8公里處  | $5.6     | 4.7公里  |
| 高原－關西服務區       | 北上74.6公里處  | 南下74.6公里處  | $3.8     | 3.2公里  |
| 關西服務區－關西       | 北上78.3公里處  | 南下78.3公里處  | $3.6     | 3.0公里  |
| 關西－竹林             | 北上84.6公里處  | 南下84.6公里處  | $13.3    | 11.1公里 |
| 竹林－寶山             | 北上96.1公里處  | 南下96.1公里處  | $10.2    | 8.5公里  |
| 寶山－新竹系統         | 北上99.6公里處  | 南下99.6公里處  | $2.2     | 1.9公里  |
| 新竹系統－茄苳         | 北上102.2公里處 | 南下102.2公里處 | $3.8     | 3.2公里  |
| 茄苳－香山             | 北上105.1公里處 | 南下105.1公里處 | $6.3     | 5.3公里  |
| 香山－西濱             | 北上112.8公里處 | 南下112.8公里處 | $6.7     | 5.6公里  |
| 西濱－竹南             | 北上116.1公里處 | 南下116.1公里處 | $4.4     | 3.7公里  |
| 竹南－大山             | 北上121.5公里處 | 南下121.5公里處 | $6.4     | 5.4公里  |
| 大山－後龍             | 北上125.7公里處 | 南下125.7公里處 | $6.8     | 5.7公里  |
| 後龍－西湖服務區       | 北上133.2公里處 | 南下133.2公里處 | $5.6     | 4.7公里  |
| 西湖服務區－通霄       | 北上139.5公里處 | 南下139.5公里處 | $11.2    | 9.4公里  |
| 通霄－苑裡             | 北上148.5公里處 | 南下148.5公里處 | $15.0    | 12.5公里 |
| 苑裡－大甲             | 北上163.3公里處 | 南下163.3公里處 | $9.0     | 7.5公里  |
| 大甲－中港系統         | 北上165.1公里處 | 南下165.1公里處 | $5.6     | 4.7公里  |
| 中港系統－清水服務區   | 北上171.0公里處 | 南下171.0公里處 | $4.2     | 3.5公里  |
| 清水服務區－沙鹿       | 北上173.9公里處 | 南下173.9公里處 | $4.4     | 3.7公里  |
| 沙鹿－龍井             | 北上177.9公里處 | 南下177.9公里處 | $8.0     | 6.7公里  |
| 龍井－和美             | 北上186.0公里處 | 南下186.0公里處 | $10.5    | 8.8公里  |
| 和美－彰化系統         | 北上194.1公里處 | 南下194.4公里處 | $6.1     | 5.1公里  |
| 彰化系統－快官         | 北上199.2公里處 | 南下199.1公里處 | $6.4     | 5.4公里  |
| 快官－烏日             | 北上206.6公里處 | 南下206.6公里處 | $6.2     | 5.2公里  |
| 烏日－中投             | 北上207.8公里處 | 南下207.9公里處 | $2.1     | 1.8公里  |
| 中投－霧峰             | 北上210.0公里處 | 南下210.0公里處 | $2.7     | 2.3公里  |
| 霧峰－霧峰系統         | 北上212.5公里處 | 南下212.9公里處 | $3.4     | 2.9公里  |
| 霧峰系統－草屯         | 北上215.3公里處 | 南下215.2公里處 | $3.6     | 3.0公里  |
| 草屯－中興系統         | 北上219.4公里處 | 南下219.4公里處 | $6.7     | 5.6公里  |
| 中興系統－中興         | 北上223.1公里處 | 南下223.5公里處 | $2.1     | 1.8公里  |
| 中興－南投             | 北上226.0公里處 | 南下226.1公里處 | $4.5     | 3.8公里  |
| 南投－南投服務區       | 北上230.6公里處 | 南下230.6公里處 | $3.6     | 3.0公里  |
| 南投服務區－名間       | 北上233.6公里處 | 南下233.6公里處 | $6.7     | 5.6公里  |
| 名間－竹山             | 北上241.5公里處 | 南下241.5公里處 | $8.0     | 6.7公里  |
| 竹山－南雲             | 北上244.7公里處 | 南下244.7公里處 | $7.5     | 6.3公里  |
| 南雲－斗六             | 北上253.5公里處 | 南下253.5公里處 | $12.2    | 10.2公里 |
| 斗六－古坑系統         | 北上261.4公里處 | 南下261.4公里處 | $9.7     | 8.1公里  |
| 古坑系統－古坑         | 北上270.9公里處 | 南下270.9公里處 | $2.5     | 2.1公里  |
| 古坑－古坑服務區       | 北上274.7公里處 | 南下274.7公里處 | $6.8     | 5.7公里  |
| 古坑服務區－梅山       | 北上277.7公里處 | 南下277.7公里處 | $3.0     | 2.5公里  |
| 梅山－竹崎（北）       | 北上284.0公里處 | 南下284.0公里處 | $11.5    | 9.6公里  |
| 竹崎（北）－竹崎（南） | 北上289.9公里處 | 南下289.9公里處 | $2.4     | 2.0公里  |
| 竹崎（南）－中埔       | 北上292.3公里處 | 南下292.3公里處 | $7.8     | 6.5公里  |
| 中埔－水上系統         | 北上298.5公里處 | 南下298.5公里處 | $3.4     | 2.9公里  |
| 水上系統－白河         | 北上310.1公里處 | 南下310.1公里處 | $13.5    | 11.3公里 |
| 白河－東山服務區       | 北上318.7公里處 | 南下318.7公里處 | $9.7     | 8.1公里  |
| 東山服務區－柳營       | 北上321.1公里處 | 南下321.1公里處 | $3.3     | 2.8公里  |
| 柳營－烏山頭           | 北上325.9公里處 | 南下325.9公里處 | $8.5     | 7.1公里  |
| 烏山頭－官田系統       | 北上330.7公里處 | 南下330.7公里處 | $6.1     | 5.1公里  |
| 官田系統－善化         | 北上339.2公里處 | 南下339.2公里處 | $6.3     | 5.3公里  |
| 善化－新化系統         | 北上344.5公里處 | 南下344.5公里處 | $8.0     | 6.7公里  |
| 新化系統－關廟         | 北上349.6公里處 | 南下349.6公里處 | $12.1    | 10.1公里 |
| 關廟－關廟服務區       | 北上358.8公里處 | 南下358.8公里處 | $8.1     | 6.8公里  |
| 關廟服務區－田寮       | 北上367.0公里處 | 南下367.0公里處 | $6.8     | 5.7公里  |
| 田寮－燕巢系統         | 北上374.3公里處 | 南下374.3公里處 | $16.2    | 13.5公里 |
| 燕巢系統－九如         | 北上385.4公里處 | 南下385.4公里處 | $9.4     | 7.9公里  |
| 九如－屏東             | 北上391.6公里處 | 南下391.6公里處 | $6.4     | 5.4公里  |
| 屏東－長治             | 北上398.4公里處 | 南下398.1公里處 | $4.5     | 3.8公里  |
| 長治－麟洛             | 北上402.1公里處 | 南下401.8公里處 | $8.0     | 6.7公里  |
| 麟洛－竹田系統         | 北上414.2公里處 | 南下414.2公里處 | $8.7     | 7.3公里  |
| 竹田系統－崁頂         | 北上416.8公里處 | 南下416.8公里處 | $8.0     | 6.7公里  |
| 崁頂－南州             | 北上423.2公里處 | 南下423.2公里處 | $2.8     | 2.4公里  |
| 南州－林邊（大鵬灣端） | 北上425.9公里處 | 南下426.3公里處 | $7.0     | 5.9公里  |

- 備註：北上若行經「南深路」至「南港系統」路段，因該路段交流道間距離小於1公里，故該路段不收費。

### 國道三號甲線
共設有4個門架偵測點，西向東向各2個。各站門架牌價詳細如下：
| 區段         | 西向閘門所在地 | 東向閘門所在地 | 門架牌價 | 門架里程 |
| ------------ | -------------- | -------------- | -------- | -------- |
| 台北端－萬芳 | 西向1.5公里處  | 東向1.5公里處  | $4.3     | 3.6公里  |
| 萬芳－木柵   | 西向4.1公里處  | 東向4.1公里處  | $1.8     | 1.5公里  |
| 木柵－深坑端 | -              | -              | $0.0     | 0.5公里  |

### 蔣渭水高速公路（國道五號）
共設有14個門架偵測點，南下北上各7個。各站門架牌價詳細如下：
| 區段                   | 北上閘門所在地  | 南下閘門所在地  | 門架牌價 | 門架里程 |
| ---------------------- | --------------- | --------------- | -------- | -------- |
| 南港系統－石碇         | 北上0.1公里處   | 南下0.0公里處   | $4.9     | 4.1公里  |
| 石碇－坪林             | 北上5.5公里處   | 南下5.5公里處   | $12.6    | 10.5公里 |
| 坪林－頭城             | 北上28.7公里處  | 南下28.7公里處  | $18.8    | 15.7公里 |
| 頭城－宜蘭（北）       | 北上30.9公里處  | 南下30.9公里處  | $7.8     | 6.5公里  |
| 宜蘭（北）－宜蘭（南） | 北上R14.3公里處 | 南下R11.3公里處 | $4.6     | 3.9公里  |
| 宜蘭（南）－羅東       | 北上43.8公里處  | 南下43.9公里處  | $6.9     | 5.7公里  |
| 羅東－蘇澳             | 北上52.8公里處  | 南下49.4公里處  | $8.2     | 6.9公里  |

- 備註：「宜蘭（北）」至「宜蘭（南）」路段，因橋梁結構型式不得設置主線門架，故門架設置於「宜蘭南下入口」及「宜蘭北上出口」匝道。且為目前唯一先由主線計算總里程，再由該門架扣除未行走里程價格之門架，為唯一負值之ETC門架。

## 成就
1. 世界第一個高速公路全面採用電子收費的系統，也是世界第一個成功把定點式的人工計次收費，全面轉換成無柵欄電子計程收費的系統。

## 爭議

### 初期爭議
台灣高速公路電子收費系統最初的爭議始於立法院內。政府原本計畫自行興建及運營該系統，並委託當時仍為公營的中華電信進行規劃、研發及測試。然而，在立法院的決定下，於2002年政府突然與中華電信解除合約，終止公辦計畫，改為採用BOT模式由民間投標並經營。
初期的公路電子收費系統爭議主要圍繞著兩種技術：紅外線系統和微波系統（RFID）。紅外線系統需要專用車道，並可能受到車速和天候影響，車輛上的設備成本也較高；而微波系統則不區分車道，不受限速，是多數國家採用的技術之一。在招標過程中，遠通電收為唯一採用紅外線系統的申請者，卻獲得經營權。
ETC招標結束後，爆發了收賄案。精業公司前公關協理蔡錦鴻涉及向精業等公司拿到一千六百萬元的公關費，透過交通部長林陵三的機要秘書宋乃午打通關係。宋以部長林陵三的指示為由，多次邀集相關單位開會，要求加快決標時程。最終宋乃午因涉及收賄而被判刑12年確定，同時遠通電收的最優申請人資格被台北高等行政法院撤銷。

### 營運後爭議
2005年底，ETC正式開通前夕，在遠通電收董事長徐旭東於中華民國工商協進會的「早餐會」上向當時的行政院長謝長廷宣示ETC將如期上路的決心。他反駁立委所指稱的「OBU太貴」，並強調「立法院不該干預行政與執行」。徐旭東更進一步表示：「民眾若嫌OBU太貴，那就不要買嘛！」這番言論引發網友發起抵制OBU裝機活動。
2010年，遠通電收推出「全民體驗ETC」免安裝e通機的體驗優惠，引發民眾對e通機存在價值的質疑。ETC系統對未安裝OBU的車輛利用車牌圖像辨識系統進行舉發，並能夠要求民眾事後補交缺額。因交通部於1990年在泰山收費站便開始使用車牌影像辨識技術查緝贓車，導致部分民眾認為e通機缺乏正當性，認為其存在沒有價值。
到了2011年3月底，ETC的實際利用率仍未達到合約規定的50%，僅不到40%。根據合約，高公局應對遠通開罰每天新台幣50萬元，但至今仍未開出罰單。另外，遠通最初以紅外線系統取得經營權，但最終仍改用微波系統作為違約的改善方案。遠通屢次違約高達數億罰金，但高公局多次判免罰，引發質疑高公局圖利遠通的疑慮。
國道計程收費上路後，民眾投訴eTag車輛遭雙向扣款、重複扣款、幽靈扣款等問題。交通部長葉匡時強調保證民眾權益不受損害，並承諾若再發生重複扣款、幽靈扣款，將要求遠通加倍奉還。
國道收費站撤除後，部分原本不經過收費站的國道使用者對計程收費制度不滿，認為其不公平，政府最終實施每車每日二十公里免費里程及東西向免費的收費制度。此舉使得收費公平性受到質疑。另外，國道收費員的轉置問題亦遭到質疑，被指未按合約進行轉置，引發了國道收費員抗爭事件。
根據統計，收費站撤除後的國道通行費欠費竟累積高達2億元的呆帳。裁掉收費員後，國庫整體收入包括支出給遠通電收委辦費反而因此減少10億元。交通部長陳建宇對此表示，因欠費的人要經兩步驟催繳，國庫收到通行費時間比較晚，但透過兩道催繳程序後未繳就送強制執行。。

## 統計數據
| 年月份     | ETC通行量  | ETC使用率 | 備註                            |
| ---------- | ---------- | --------- | ------------------------------- |
| 2006年12月 | 6,783,797  | 14.6%     | 2月10日，國道一號、三號啟用     |
| 2007年12月 | 10,246,242 | 22.8%     |                                 |
| 2008年12月 | 12,588,749 | 30.4%     | 7月30日，國道五號頭城收費站啟用 |
| 2009年12月 | 16,882,740 | 37.3%     |                                 |
| 2010年12月 | 19,943,871 | 41.7%     |                                 |
| 2011年12月 | 21,698,157 | 43.1%     | 9月開始使用e-tag                |
| 2012年12月 | 32,458,619 | 66.6%     |                                 |
| 2013年12月 | 41,544,506 | 87.7%     |                                 |
| 2014年12月 | -          | 93.2%     |                                 |

## 大事紀
- 1999年10月：立法委員陳明文等人提案ETC應由民間BOT方式出資運行。[16]
- 2002年6月22日：交通部決定採用BOT推動高速公路電子收費系統。[4]
- 2003年12月24日：第一階段甄審結果公布：遠東、宏碁、宇通三家公司進入最終審議。[17]
- 2004年2月26日：遠東聯盟取得「民間參與高速公路電子收費系統建置及營運」案最優申請人資格；4月7日：正式成立遠東電子收費股份有限公司；4月27日：交通部與遠東電收簽訂「民間參與高速公路電子收費系統建置及營運」案契約。
- 2005年1月6日：正式更名為遠通電收公司。
- 2006年1月1日：國道一號、三號各收費站，配合增開電子收費車道，約僱收費員1,100人中精簡125人。[18]
- 2006年2月24日：台灣高等行政法院94年訴字752號判決，撤銷遠通電收最優申請人資格。
- 2006年3月16日：前交通部長林陵三機要祕書宋乃午因變更招商之規範、偽造測試報告[19]，並收取不當利益新台幣七十萬元，遭檢察官以貪汙、洩密罪嫌起訴。
- 2006年8月3日：最高行政法院判決ETC重回第二階段甄審。
- 2007年4月14日：高公局宣布遠通電收為重回第二階段甄審最優申請人，開始進行議約。
- 2010年5月6日：中山高速公路泰山收費站南北雙向增開一小型車第三電子收費車道。[20][21]
- 2010年6月30日：合約規定ETC使用率應達45%，但此時平均使用率不到40%，雖遠通未履行合約目標，但交通部僅能在7月1日對遠通發出違約缺失通知，並要求遠通改善。
- 2010年7月30日：前交通部長機要祕書宋乃午被控在國道電子收費系統ETC弊案中，收受廠商賄賂後，洩漏招標資訊給業者，一審依連續收賄罪判刑12年；台灣高等法院仍認定收賄且為接續犯，改判宋乃午有期徒刑11年、褫奪公權8年，行賄的業者精業公司公關協理蔡錦鴻則從一審的2年半改判1年。
- 2010年12月23日：最高法院駁回宋乃午之上訴，依觸犯《貪污治罪條例》收賄罪，重判宋乃午有期徒刑十一年、褫奪公權八年確定。另外，台北地院一審宣判時曾認定林陵三涉嫌指示下屬放寬招標門檻，並知道宋乃午洩露招標資訊，因此將林列為弊案共犯，但後來台北地檢署分案調查後，因罪嫌不足不起訴處分確定。 [22]
- 2011年9月：eTag開始試用。[來源請求][23]
- 2012年5月15日：eTag開始全面開放申請。
- 2012年7月26日遠通電收建置國道電子收費ETC，依合約規定今年六月底前利用率須達六十五％。遠通僅達成50%使用率，原應繳納兩億兩千萬元違約金，與高速公路局共同召開協調委員會，委員會研議「罰款暫緩」。
- 2012年12月：原定2013年年實施高速公路全面採用計程收費，因為遠通電收ETC感應門架完成率不及一成，因此2013年計程收費延後執行。依合約，遠通本應該於9月底前完成所有感應門架設置，工程完工期限可展延至1月21日。[24][25]
- 2013年5月24日：遠通電收以國道電子收費建置與營運之績效獲頒第十五屆「金峰獎」大型企業組十大傑出企業獎。[26]
- 2013年12月26日：遠通電收公司電子收費利用率未達第6年度契約規範目標，本局已函知遠通電收公司處以懲罰性違約金。遠通電收公司認本局處以懲罰性違約金有爭議，提請請協調委員會調解，協調委員會已召開會議並做出決議，遠通電收公司不服該決議，已向法院提起確認債權不存在之訴，目前法院審理中。[27]
- 2013年12月30日：高速公路計程收費正式上路，人工收費走入歷史，但計程收費有三天停止收費的宣導期，將於2014年1月2日正式開始實施計程收費[28]。
- 2014年1月15日：刑事局公佈遠通主機遭受82億次網路攻擊查察結果，發現是遠通App設計不良與主機乘載量不足，因此有許多用戶無法連線，並造成網路一直重新連線的烏龍駭客攻擊[29]。
- 2014年2月10日：遠通電收計程收費系統通過春節海量測試，六天連假處理1.1億筆通行交易[30]。
- 2014年6月18日：遠通電收計程收費系統可收費成功率達99.9998%，eTag用戶數達584萬，且每周以淨增加約2,000位eTag用戶穩步上升[31]。
- 2014年12月11日：英國標準協會（BSI）頒發「個資管理啟航獎」予遠通電收，肯定其在確保用路人個資安全以及稽核效益等範疇之卓越表現[32]。
- 2015年7月3日：高公局以「台灣高速公路人工計次收費轉換電子計程收費計畫」參與「國際橋梁隧道及收費公路協會」舉辦之年度參獎計畫，經評核獲選為「2015年收費系統卓越獎-服務及推廣類」之得獎單位[33]。
- 2015年8月19日：台灣ETC在與澳洲Intelematics Australia公司角逐之2015 ITS世界大會成就獎中奪「2015年ITS世界大會產業成就獎（2015 ITS World Congress Industry Award）」[34]。
- 2015年8月31日：台灣計程電子收費推動成果獲IBTTA年度最高榮譽首獎[35]。
- 2015年10月8日：ETC獲得「2015年ITS世界大會名人堂大獎－產業成就獎（2015 ITS World Congress Hall of Fame--Industry Award）[36]。
- 2016年11月19日：台灣ETC獲得全球道路成就獎中智慧交通與管理類首獎[37]。
- 2017年5月5日：APEC第44次運輸工作小組會議，十國專家指定參觀台灣ETC[38]。
- 委託合約於2025年12月31日到期，「民間參與高速公路電子收費系統建置及營運案」（ETC案）與遠通公司，已於2024年4月26日完成優先定約議約作業，5月底前簽約，新契約年期10年到2035年。[39]。

## 外部連結
- 遠通電收 （页面存档备份，存于）（繁體中文）
- 交通部高速公路局 （页面存档备份，存于）（繁體中文）
- 交通資料庫 （ETC的統計資料） （页面存档备份，存于）（繁體中文）